# Рівна скеля
«Рівна скеля» — геологічна пам'ятка природи місцевого значення в Україні. Пам'ятка природи розташована на території Чортківського району Тернопільської області, с. Скоморохи, Язловецьке лісництво, кв. 69 в. 6, лісове урочище «Язловець».
Площа — 1,00 га. Статус надано рішенням виконавчого комітету Тернопільської обласної ради від 13 грудня 1971 р. № 645.
У 2010 р. увійшла до складу національного природного парку «Дністровський каньйон».
Під охороною — травертинова скеля висотою приблизно 8 метрів, обривиста з рівною поверхнею. У скелі наявна печера протяжністю лабіринтів 16 метрів.
Вище по схилу над скелею є декілька джерел, з яких бере початок невеликий струмок. Зі скелі відкривається мальовничий краєвид на прилеглу місцевість. На віддалі приблизно 400 метрів від скелі розташована турбаза «Лісова».